# Юля-Толваярви
Ю́ля-То́лвая́рви (фин. Ylä-Tolvajärvi) — озеро на территории Лоймольского сельского поселения Суоярвского района Республики Карелия.

## Общие сведения
Площадь озера — 3 км², площадь водосборного бассейна — 110 км². Располагается на высоте 174,0 метров над уровнем моря.
Форма озера лопастная, продолговатая: вытянуто с северо-запада на юго-восток. Берега изрезанные, каменисто-песчаные, местами заболоченные.
Озеро является промежуточным звеном в цепочке соединённых короткими протоками озёр, конечным из которых является озеро Ала-Толваярви:
Хирвасъярви → Толвоярви → Юриккаярви → Сариярви → Юля-Толваярви → Сарсаярви → Ала-Толваярви. Из озера Ала-Толваярви вытекает река Толвайоки, которая впадает в озеро Виксинселькя, из которого, далее, через реку Койтайоки воды, протекая по территории Финляндии, в итоге попадают в Балтийское море.
В озере более десятка безымянных островов различной площади, однако их количество может варьироваться в зависимости от уровня воды.
С севера от озера проходит дорога местного значения, идущая из посёлка Вегарус к госгранице.
Код объекта в государственном водном реестре — 01050000111102000011684.